# Kenilworth (Queensland)
Kenilworth – miasto w Australii, w stanie Queensland.